# Grzegorz Karziewicz
Grzegorz Jerzy Karziewicz (ur. 1 lipca 1937 w Topoli Szlacheckiej) – polski prawnik, adwokat i sędzia, członek Trybunału Stanu (1991–1997).

## Życiorys
W 1961 ukończył studia prawnicze na Uniwersytecie im. Adama Mickiewicza w Poznaniu. Odbył aplikację sędziowską, orzekał jako asesor sądowy w Gdańsku i Elblągu, a od 1964 jako sędzia Sądu Powiatowego w Tczewie. W latach 1966–1971 był prezesem tego sądu. W 1971 podjął pracę jako radca prawny, zaś w latach 1978–1997 praktykował w zawodzie adwokata.
W 1980 nawiązał współpracę z Komisją Interwencji przy Komisji Interwencji przy MKZ „Solidarność”. Po wprowadzeniu stanu wojennego bronił oskarżanych w procesach politycznych (m.in. Edmunda Krasowskiego, Bogdana Lisa i Czesława Nowaka). W czasie wyborów czerwcowych w 1989 Komitet Obywatelski „Solidarność” rekomendował go na wiceprzewodniczącego wojewódzkiej komisji wyborczej.
W latach 1989–1995 dziekanem Okręgowej Rady Adwokackiej w Gdańsku, zasiadał w Naczelnej Rady Adwokackiej. W latach 1991–1997 przed dwie kadencje pełnił funkcję członka Trybunału Stanu. W 1997 powołany na sędziego Sądu Apelacyjnego w Gdańsku, w 2004 przeszedł w stan spoczynku.
W wyborach w 1993 bez powodzenia kandydował do Senatu z ramienia Unii Demokratycznej. W 2009, za wybitne zasługi w kształtowaniu państwa prawa, a w szczególności za działalność na rzecz zachowania praworządności w czasach PRL, odznaczony Krzyżem Oficerskim Orderu Odrodzenia Polski. Wyróżniony także m.in. odznaką „Adwokatura Zasłużonym”.